# Dalaruan
Dalaruan war eine Whiskybrennerei in Campbeltown, Argyll and Bute, Schottland. Sie gehörte zur Whiskyregion Campbeltown.
Die Brennerei wurde 1824 von Charles Colvill gegründet. Ebenso wie Charles’ Sohn David Colvill, der einige Jahre später unter anderem die Dalintober-Brennerei gründete, gehörte auch Daniel Greenlees, der auch Teile der Hazelburn-Brennerei besaß, zu den Teilhabern. 1838 stieg auch John McMurchy, der Gründer der Burnside-Brennerei, in das Geschäft ein. Im Jahre 1922 wurde der Betrieb eingestellt und 1925 die Lagerbestände versteigert. Zwischenzeitlich wurden die ehemaligen Brennereigebäude abgerissen, um Raum für Wohngebäude zu schaffen.
Als Alfred Barnard im Rahmen seiner später beschriebenen Whiskyreise im Jahre 1885 die Brennerei besuchte, verfügte sie über eine jährliche Produktionskapazität von 112.000 Gallonen. Es standen die Brennblasen mit Kapazitäten von 2750, 1886 beziehungsweise 850 Gallonen zur Verfügung. Ob es sich hierbei um eine Grobbrandblase (Wash Still) und zwei Feinbrandblasen (Spirit Stills) handelte oder der Whisky dreifach gebrannt wurde, ist nicht vermerkt. Es wurde ein Malt Whisky produziert, der in London, an der schottischen Westküste und der britischen Kolonien Abnehmer fand.